# Zungaro zungaro
Genre
Espèce
Zungaro zungaro est une espèce de poissons chats de l'ordre des Siluriformes, de la famille des Pimelodidae, de la sous-famille des Sorubiminae (du nom du poisson sorubim). On le trouve dans les grands cours d'eau du bassin du Paraná, du Paraguay, de l'Amazone et de l'Essequibo au Guyana. Il préfère les eaux chaudes et migre en hiver, remontant le Río Paraná vers le nord ou parfois il reste enterré dans la vase jusqu'au printemps.
On le nomme en espagnol manguruyú cerdudo ou manguruyu negro, en portugais jaú. Un synonyme courant est Paulicea luetkeni.
Il est le grand frère (par sa taille et son poids) du patí, du bagre, du surubi et d'autres poissons à peau lisse. Avec l'Arapaima gigas du Brésil, ils forment un couple de poissons géants des eaux douces d'Amérique du Sud. Un adulte peut atteindre une longueur de 1,7 mètre et atteindre un poids de plus de 100 kilogrammes. De très grande force, il est capable de renverser un bateau de pêcheur (si le poisson est provoqué). Il se nourrit spécialement de poissons, surtout de petite taille, en raison de son manque d'agilité, car il se meut lentement à cause de son poids et de sa taille. Cependant, s'il a faim, il attaque des poissons plus grands.
Sa chair n'est pas très appréciée sauf dans le sud-est du Brésil. C'est un trophée de pêche convoité.
Sa couleur est uniforme et sombre à l'âge adulte mais le ventre est clair. Les jeunes sont jaunâtres avec des taches violettes.
Il se tient dans les trous profonds, près des chutes d'eau, où le courant et les tourbillons se chargent de faire circuler l'eau dans ses branchies.